# Zdeněk Horčík
Zdeněk Horčík (18. července 1937 Štěrboholy – 5. prosince 2024 Praha[zdroj?]) byl bývalý český a československý politik Komunistické strany Československa, za normalizace poslanec České národní rady, místopředseda vlády České socialistické republiky a primátor hlavního města Prahy.

## Biografie
Narodil se v Štěrboholích (dnes součást Prahy). Pocházel z dělnické rodiny. Jeho otec byl zakládajícím členem KSČ. Zdeněk Horčík se členem KSČ stal roku 1955. Vyučil se frézařem a pracoval v podniku ČKD Kompresory, zpočátku jako dělník, pak na vedoucích postech. Vystudoval Vysokou školu ÚV KSČ v Praze a absolvoval kurz Akademie společenských věd při ÚV KSSS v Moskvě. Od roku 1960 se angažoval v místní politice jako člen národního výboru. Byl předsedou MNV, od roku 1970 předsedou ONV Praha 10 a od roku 1981 náměstkem primátora hlavního města Prahy. Byl aktivní i ve stranických strukturách jako člen MV KSČ a OV KSČ Praha 10. V roce 1981 získal Vyznamenání Za zásluhy o výstavbu.
Ve volbách roku 1981 a opětovně ve volbách roku 1986 byl zvolen poslancem České národní rady.
Jeho politická kariéra vyvrcholila koncem 80. let. Do roku 1987 byl pracovníkem Úřadu vlády České socialistické republiky. V březnu 1987 byl jmenován členem české vlády Ladislava Adamce jako její místopředseda. Vládní funkci si udržel do dubna 1988. V období říjen 1988 - listopad 1989 byl členem Výboru KSČ pro stranickou práci v České socialistické republice. V červenci 1988 usedl do funkce primátora hlavního města Prahy. Byl do ní dosazen díky vlivu Miroslava Štěpána, který se krátce předtím stal předsedou Městského výboru KSČ v Praze a který dosáhl odvolání stávajícího primátora Františka Štafy. Ve funkci se profiloval jako stoupenec konzervativního pojetí vlády KSČ. Zrušil plány na zřízení pražského Hyde Parku a neopakoval pokus svého předchůdce povolit demonstraci opozičních občanských skupin. Během roku 1989 naopak docházelo v centru města k opakovaným násilným zásahům proti demonstrantům. Jeho přímý podíl na zásahu bezpečnostních složek na Národní třídě 17. listopadu 1989 ale není prokázán. V čele Prahy Horčík setrval jen necelý rok a půl. V důsledku sametové revoluce byl 8. prosince 1989 na mimořádném zasedání národního výboru odvolán z primátorského postu rozhodnutím všech klubů. 1. února byl na základě zákona o kooptacích odvolán z pozice řadového poslance Národního výboru Prahy, 5. února 1990 pak i z postu poslance ČNR.
Po odchodu z politiky se věnoval rodinnému životu v rodných Štěrboholích. V roce 2007 se uvádí, že choval na zahradě v této čtvrti koně a kozy.